# Faqing (socken i Kina, Sichuan)
Faqing (kinesiska: 发箐乡, 发箐) är en socken i Kina. Den ligger i provinsen Sichuan, i den sydvästra delen av landet, omkring 470 kilometer söder om provinshuvudstaden Chengdu. Antalet invånare är 7 339. Befolkningen består av 3 315 kvinnor och 4 024 män. Barn under 15 år utgör 30 %, vuxna 15-64 år 60 %, och äldre över 65 år 9,0 %.
Genomsnittlig årsnederbörd är 1 040 millimeter. Den regnigaste månaden är juli, med i genomsnitt 231 mm nederbörd, och den torraste är mars, med 15 mm nederbörd.